# 앙글레즈
앙글레즈(Angloise)는 '영국의 춤곡'이라는 뜻이다.
17세기경의 프랑스 발레 중에서 대표적 춤곡으로 쓰였다. 2박자의 빠른 곡으로, 제1박의 센박에서 시작하는 것이 보통이다. 모음곡에서도 쓰인다.